# Opowieść o Beate Klarsfeld
Opowieść o Beate Klarsfeld – amerykańsko-francuski film biograficzny z 1986 roku.

## Główne role
- Farrah Fawcett – Beate Klarsfeld
- Tom Conti – Serge Klarsfeld
- Geraldine Page – Itta Halaunbrenner
- Hélène Vallier – Raissa Klarsfeld
- Catherine Allégret – Simone Lagrange
- Féodor Atkine – Luc Pleyel
- Vincent Gauthier – Klaus Barbie (rok 1944)
- Claude Vernier – Klaus Barbie/Altmann
- Jacques Vincey – David
- Florence Haziot – Chantal
- Eric Prat – Marco
- Pierre-Olivier Scotto – Eli
- Gilles Ségal – Herbert John
- László Szabó – Arno Klarsfeld (rok 1943)
- Pascale de Boysson – Pani Kunzel

## Fabuła
Beate Klarsfeld, w czasie Holocaustu była dzieckiem. Kiedy wyszła za mąż za Serge'a, ten pokazał jej okrucieństwa Holocaustu i wojny oraz jak naziści w Europie. Od tej pory razem z mężem zaczęła ścigać hitlerowskich zbrodniarzy wojennych. Udało się schwytać m.in. Klausa Barbie zwanego "rzeźnikiem Lyonu".

## Nagrody i nominacje
Złote Globy 1986
- Najlepsza aktorka w miniserialu lub filmie TV – Farrah Fawcett (nominacja)
- Najlepszy aktor drugoplanowy w serialu, miniserialu lub filmie TV – Tom Conti (nominacja)
- Najlepsza aktorka drugoplanowa w serialu, miniserialu lub filmie TV – Geraldine Page (nominacja)